# Црн Камен
Црни Камен (мкд. Црн Камен) је насеље у Северној Македонији, у источном делу државе. Црни Камен је у саставу општине Виница.

## Географија
Црни Камен је смештен у источном делу Северне Македоније. Од најближег града, Кочана, насеље је удаљено 15 km источно.
Насеље Црни Камен се налази на источном ободу Кочанског поља, плодне долине коју гради река Брегалница. Насеље је положено на приближно 570 метара надморске висине. Источно од насеља издиже се планина Голак.
Месна клима је континентална.

## Становништво
Црни Камен је према последњем попису из 2002. године имао 107 становника.
Претежно становништво у насељу су етнички Македонци (100%).
Већинска вероисповест месног становништва је православље.